# Ayo Obileye
Stephen Ayomide Oluwagbenga „Ayo“ Obileye (* 2. September 1994 in Homerton, London) ist ein englisch-nigerianischer Fußballspieler, der zuletzt beim FC Livingston in der Scottish Premiership unter Vertrag stand.

## Karriere
Ayo Obileye wurde in Homerton im London Borough of Hackney als Sohn nigerianischer Eltern geboren. Er besitzt neben der britischen auch die nigerianische Staatsangehörigkeit. Obileye begann seine Karriere im Jugendsystem bei Leyton Orient im Osten Londons, bevor er 2010 innerhalb der Stadt zum FC Chelsea kam. Ein Jahr später wechselte er weiter in die Jugendakademie von Sheffield Wednesday. Er gab sein Debüt als Profi im Trikot von Sheffield im August 2011 im Alter von nur 16 Jahren, als er bei einem Spiel gegen den Yorkshire-Rivalen Bradford City in der EFL Trophy in der Startelf stand. Im Mai 2013 erhielt er seinen ersten Profivertrag der bis 2014 lief. Eine Vertragsverlängerung lehnte er ab, nachdem er nur einen Einsatz in der ersten Mannschaft absolviert hatte.
Im Oktober 2014 kehrte Obileye zurück nach London, als er einen Vertrag beim Zweitligisten Charlton Athletic unterschrieb. Später im Monat wechselte er als Leihspieler zum Viertligisten Dagenham & Redbridge. Die als kurzzeitige Leihe gedacht, wurde mehrmals verlängert und endete schließlich im Januar 2016. Nachdem sein Vertrag bei Charlton ausgelaufen war, spielte er ab Sommer 2016 für den FC Eastleigh, Dover Athletic, Maidenhead United und Ebbsfleet United in der National League.
Im September 2020 unterzeichnete Obileye einen Einjahresvertrag beim schottischen Zweitligisten Queen of the South. Obwohl Obileye in seiner defensiven Rolle als Innenverteidiger spielte, erzielte er in der Saison 2020/21 9 Ligatore und wurde damit bester Torschütze seiner Mannschaft.
Im Mai 2021 unterzeichnete Obileye einen Zweijahresvertrag beim FC Livingston aus der ersten schottischen Liga.